# Lansfordita
La lansfordita és un mineral de la classe dels carbonats. Rep el seu nom de la ciutat de Lansford, a Pennsilvània (Estats Units), indret prop del qual va ser trobada inicialment.

## Característiques
La lansfordita és un carbonat de fórmula química MgCO₃·5H₂O. Cristal·litza en el sistema monoclínic. Els cristalls són poc habituals, allargats al llarg de [001], amb les formes principals {100}, {110}, {001}, i una dotzena de formes addicionals, mesuren fins a 4 mm; també es troba en forma d'estalactites, que poden acabar amb cares dels cristalls; en creixements paral·lels, i en forma d'eflorescències. La seva duresa a l'escala de Mohs és 2,5. S'ha observat que és estable durant diversos mesos a temperatura ambient, però pot deshidratar-se lentament, en última instància, alterant a nesquehonita.
Segons la classificació de Nickel-Strunz, la lansfordita pertany a «05.CA - Carbonats sense anions addicionals, amb H₂O, amb cations de mida mitjana» juntament amb els següents minerals: nesquehonita, barringtonita i hel·lyerita.

## Formació i jaciments
La lansfordita va ser descoberta a la mina de carbó Nesquehoning, a Lansford (Pennsilvània, Estats Units) en estalactites penjants del sostre d'esquist d'una mina de carbó d'antracita. També ha estat trobada a Àustria, el Canadà (entre d'altres en un dipòsit hidrotermal a Atlin, Colúmbia Britànica), Eslovàquia, els Estats Units, Grècia, Itàlia, Noruega (entre d'altres com un producte de la intempèrie d'un cos ultramàfic a les mines de crom Feragen, Sør-Trøndelag), Polònia i Suïssa.
Sol trobar-se associada a altres minerals com: nesquehonita, hidromagnesita i dypingita.